# Tuomas Lahti
Tuomas Heikki Juhani Lahti (ur. 11 lutego 1993) – fiński zapaśnik walczący w stylu klasycznym. Zajął piętnaste miejsce na mistrzostwach świata w 2017. Piąty na mistrzostwach Europy w 2019. Dziesiąty na igrzyskach europejskich w 2015 i dziewiąty w 2019. Zdobył trzy medale na mistrzostwach nordyckich w latach 2013 - 2017. Wicemistrz Europy U-23 w 2015 roku.